# Świętajno (Szczytno)
Świętajno (Schwentainen fino al 1938, Altkirchen 1938-45)è un comune rurale polacco del distretto di Szczytno, nel voivodato della Varmia-Masuria.
Ricopre una superficie di 279,78 km² e nel 2004 contava 5 903 abitanti.
Comunità urbane e rurali:
| Nome polacco | Nome tedesco (fino al 1945)       | Nome polacco    | Nome tedesco (fino al 1945)      |
| ------------ | --------------------------------- | --------------- | -------------------------------- |
| Biały Grunt  | Bialygrund 1934-45 Weißengrund    | Łąck Wielki     | Groß Lontzig                     |
| Brzózki      | Groß Brzosken 1938-45 Birkenberg  | Myszadło        |                                  |
| Bystrz       | Bystrz 1938-45 Brücknersmühl      | Niedźwiedzica   | Bärenwinkel                      |
| Chajdyce     | Neu Jerutten                      | Nowe Czajki     | Neu Czayken 1933-45 Neu Kiwitten |
| Chochół      | Friedrichsfelde                   | Piasutno        | Piassutten 1938-45 Seenwalde     |
| Cis          | Friedrichsthal                    | Połom           | Polommen                         |
| Długi Borek  | Dlugiborrek 1829-1945 Langenwalde | Powałczyn       | Powalczin 1938-45 Schönhöhe      |
| Jerominy     | Jeromin                           | Racibórz        | Ratzeburg                        |
| Jerutki      | Klein Jerutten                    | Spychówko       | Klein Puppen                     |
| Jeruty       | Groß Jerutten                     | Spychowo        | Puppen                           |
| Kierwik      | Kurwig 1938-45 Kurwick            | Spychowski Piec |                                  |
| Koczek       | Kotzek 1905-45 Waldersee          | Stare Czajki    | Alt Czayken 1933-45 Alt Kiwitten |
| Kolonia      | Grünwalde                         | Świętajno       | Schwentainen 1938-45 Altkirchen  |
| Konrady      | Konraden                          | Szklarnia       | Adamsverdruß                     |
| Łąck Mały    | Klein Lontzig                     | Zielone         | Zielonen 1938-45 Grünflur        |